# Sabaria

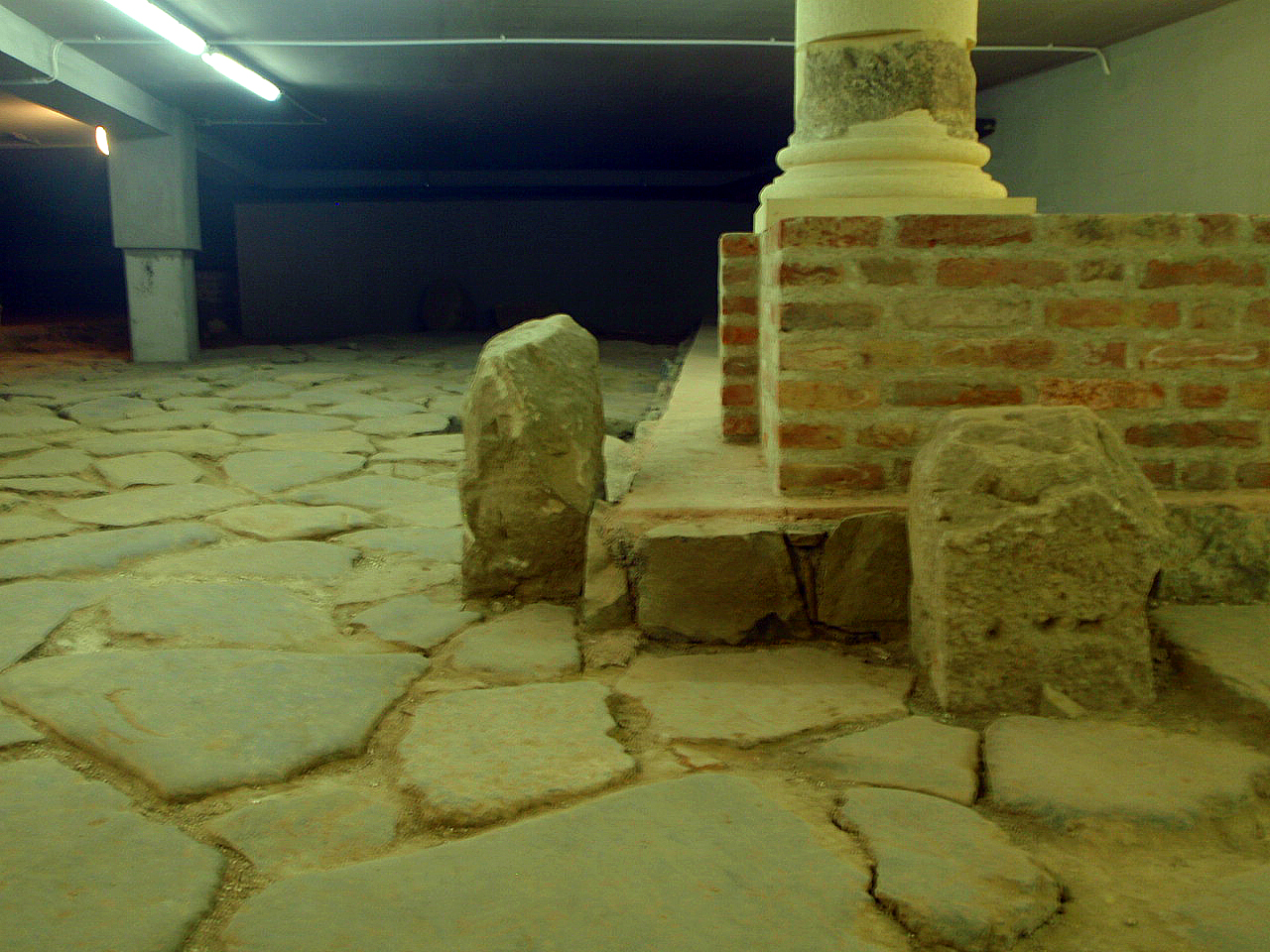
Le rovine dell'antica Savaria, visibili sotto la piazza principale di Szombathely.

Sabaria (in greco Σαουαρία) o Savaria è un'antica città della provincia di Pannonia, dal IV secolo sede di Pannonia Prima.

## Storia
La sua fondazione è fatta risalire al 43 d.C. dall'imperatore Claudio con il nome di Colonia Claudia Savariensum e ben presto divenne centro importante della Pannonia Superior, provincia dell'Impero Romano. Assunse il nome di Savaria e divenne un importante snodo nella cosiddetta via dell'Ambra. Fu una città fiorente con tanto di sede imperiale, terme ed un anfiteatro.
Savaria nei secoli successivi conobbe un crescente sviluppo nella popolazione, nel commercio e fu un centro di accoglienza e propagazione del Cristianesimo: qui subì il martirio nel 309 il vescovo San Quirino di Siscia e, nel 316, diede anche i natali a san Martino di Tours. Quando l'imperatore Diocleziano riorganizzò amministrativamente l'Impero il rango di capoluogo fu dato alla città, della provincia Pannonia Prima.
Nel V secolo la fortuna di Savaria sembrò finire: tra il 441 ed il 445 la città fu conquistata dagli Unni di Attila, per poi essere distrutta da un violento terremoto che la squassò nel 458.
Di questa antica e prospera città si conservano numerose rovine: strade, chiesa, palazzo imperiale e il santuario di Isis.
Corrisponde all'attuale Szombathely.